# St. Nikolaus (Amtmannsdorf)

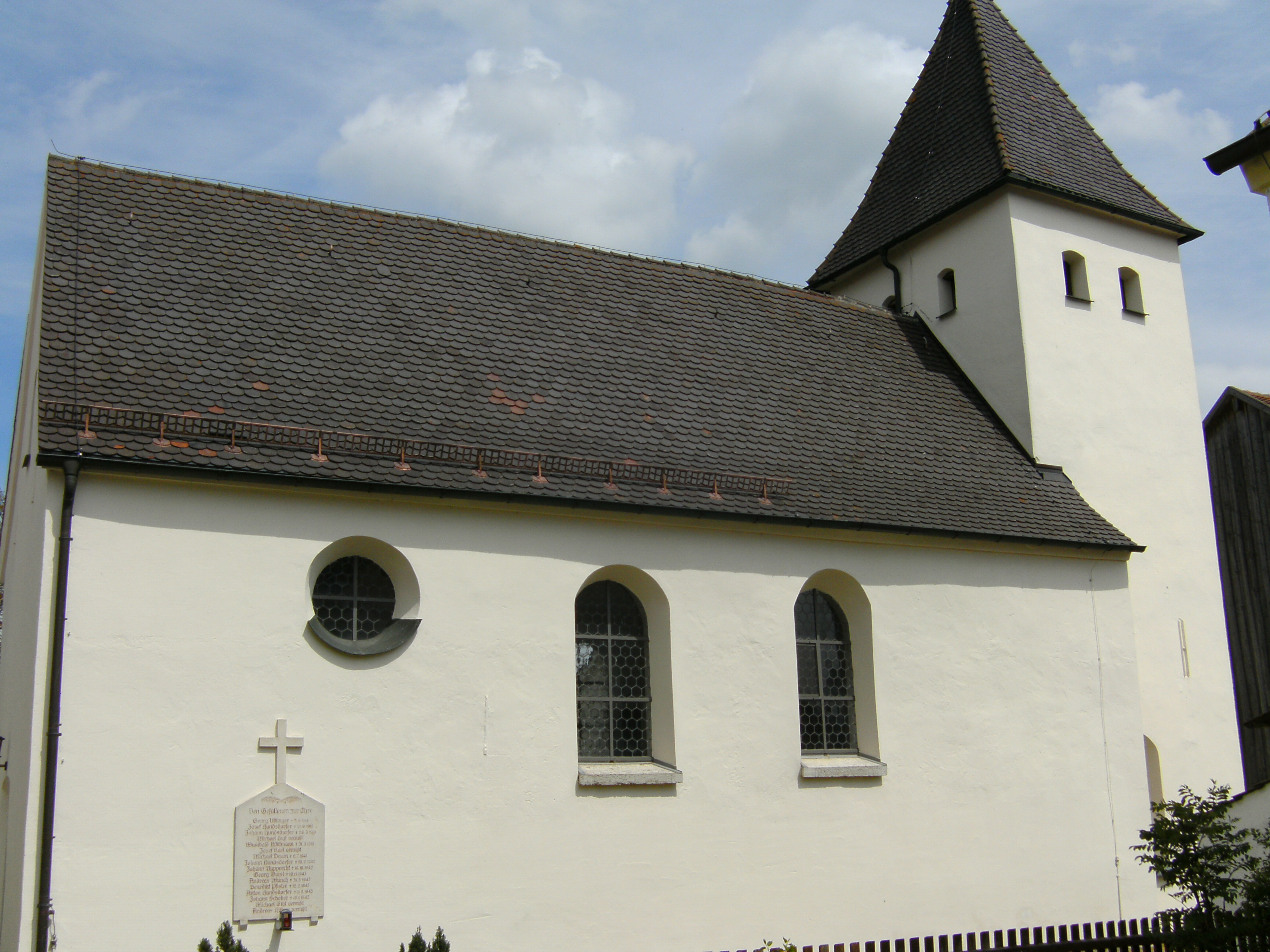
Filialkirche St. Nikolaus in Amtmannsdorf

Die Filialkirche St. Nikolaus ist die katholische Dorfkirche von Amtmannsdorf, einem Ortsteil der Stadt Beilngries im oberbayerischen Landkreis Eichstätt. Kirchenpatron ist der heilige Nikolaus von Myra.

## Beschreibung
Amtmannsdorf, von alters her eine Filiale der Urpfarrei Kottingwörth, wurde 1792 nach Errichtung der Pfarrei Paulushofen dorthin eingepfarrt. Die Kirche St. Nikolaus ist eine romanische Anlage, die um 1194 errichtet und 1896 grundlegend umgebaut wurde. Der Chor mit einem Kreuzgewölbe befindet sich im quadratischen, kaum über das Kirchenschiff hinausragenden Ostturm (mit Helm und zwei Glocken aus dem 16. und 18. Jahrhundert), das Langhaus mit Flachdecke wurde 1896 um 3,80 m nach Westen verlängert. Die dem Frühbarock nachempfundene Flachdecke mit ihrem geometrischen Stuckmuster stammt ebenfalls von 1896. Der zweisäulige Hochaltar mit einem Nazarener-Bild des Kirchenpatrons als Bischof kam Ende des 18. Jahrhunderts in den Sakralbau, ebenso die Figuren des hl. Ambrosius und des hl. Augustinus, beide im Bischofsornat, die seit Beginn des 20. Jahrhunderts am Hochaltar der Kirche von Paulushofen stehen. Die Mondsichelmadonna dürfte um 1500 geschnitzt worden sein. Weitere Plastiken stellen Johannes den Täufer, den hl. Willibald und den hl. Nikolaus dar.